# Santa Maria de Besora
Santa Maria de Besora és un municipi de la comarca d'Osona dins de la subcomarca del Bisaura, situat entre Sant Quirze de Besora i Vidrà. Està ubicat al centre de la regió de l'Alt Ter. Té una església romànica i hi ha una gran activitat pel que fa al turisme rural. A la zona hi ha diversos llocs d'interès, reclam pels turistes rurals com ara el Molí de Mir que actualment s'està rehabilitant mitjançant un camp de treball. També hi trobem l'espectacular Salt del Mir, els Bufadors de Beví i el 
El nucli i cap del municipi és conegut com el Pla de Teia. També trobem dos veïnats: el Mir, vora el torrent de la Clarella; i els del Beví, afluent del Ter.
Llista de topònims de Santa Maria de Besora (Orografia: muntanyes, serres, collades, indrets..; hidrografia: rius, fonts...; edificis: cases, masies, esglésies, etc).

## Demografia
| 1497 f | 1515 f | 1553 f | 1717 | 1787 | 1857 | 1877 | 1887 | 1900 | 1910 |
| ------ | ------ | ------ | ---- | ---- | ---- | ---- | ---- | ---- | ---- |
| 20     | 30     | -      | 270  | 386  | 638  | 447  | 448  | 467  | 461  |

| 1920 | 1930 | 1940 | 1950 | 1960 | 1970 | 1981 | 1990 | 1992 | 1994 |
| ---- | ---- | ---- | ---- | ---- | ---- | ---- | ---- | ---- | ---- |
| 475  | 449  | 388  | 364  | 320  | 259  | 235  | 208  | 202  | 202  |

| 1996 | 1998 | 2000 | 2002 | 2004 | 2006 | 2008 | 2010 | 2012 | 2014 |
| ---- | ---- | ---- | ---- | ---- | ---- | ---- | ---- | ---- | ---- |
| 166  | 175  | 183  | 180  | 175  | 187  | 169  | 168  | 157  | 162  |

| 2016 | 2018 | 2020 | 2022 | 2024 | 2026 | 2028 | 2030 | 2032 | 2034 |
| ---- | ---- | ---- | ---- | ---- | ---- | ---- | ---- | ---- | ---- |
| 148  | 143  | 161  | 159  | 164  | -    | -    | -    | -    | -    |

## Festes i tradicions
- Mercat medieval: Se celebra el Divendres Sant. Hi ha demostracions d'oficis, artesania, productes naturals, jocs infantils i sorpreses.
- Homenatge a la gent gran: L'últim dissabte del mes de juliol té lloc aquest homenatge per totes les persones del poble més grans de 65 anys. Se'ls ofereix una missa i tot seguit un vermut i un dinar.
- Aplec de la Sardana: Se celebra l'últim dissabte del mes d'agost a les 6 de la tarda amb la participació de dues cobles.
- Festa Major: Se celebra la setmana de l'11 de setembre amb l'organització de diversos actes entre els quals destaquen la festa del jovent i el dinar popular. També hi trobem havaneres, espectacles i ball.
- Ballabisaura: Cicle de Música Tradicional i Popular al Bisaura. El primer dissabte del mes de novembre té lloc a Santa Maria de Besora la cloenda del cicle anual amb la celebració d'un sopar i el Ball de cloenda.